# Medasina differens
Medasina differens är en fjärilsart som beskrevs av W. Warren 1897. Medasina differens ingår i släktet Medasina och familjen mätare. Inga underarter finns listade i Catalogue of Life.